# Человек из СССР
«Человек из СССР» — драма Владимира Набокова, относящаяся к русскому периоду его творчества. Написана в 1925—1926 годах, впервые поставлена на сцене в 1926 году.

## Сюжет
Главный герой пьесы, Кузнецов, на 10 дней приезжает из Советской России в Берлин, где он руководит тайной антисоветской организацией. Чтобы обезопасить свою жену Ольгу, герой разрывает брак. В финале он возвращается на родину, где его, по-видимому, ждёт смерть.

## Создание и оценки
«Человек из СССР» был написан в 1925—1926 годах и стал единственной пьесой Набокова, создававшейся для театра. Он был поставлен на сцене зала Гройтриан-Штайнвег в Берлине в 1926 году. 1 января 1927 года в русской эмигрантской газете «Руль» было опубликовано первое действие пьесы. При жизни Набокова «Человек из СССР» не переиздавался, как и все остальные его драматические произведения. Сын писателя Дмитрий Набоков после его смерти опубликовал полный текст на английском языке.